# Petite Ile Bois Mangue
La Petite Ile Bois Mangue es una isla de 9 hectáreas en el atolón de Peros Banhos en el archipiélago de Chagos. Es parte de la reserva natural estricta Peros Banhos y ha sido identificado como un Área Importante para las Aves por la organización BirdLife International debido a su importancia como sitio de cría para Anous tenuirostris, de los cuales 12.000 parejas se registraron en un estudio de 2004.